# Broederschap en eenheid
Broederschap en eenheid (Servo-Kroatisch: Bratstvo i jedinstvo/Братство и јединство, Macedonisch: Братство и единство, Sloveens: Bratstvo in enotnost, Albanees: Vëllazërim dhe bashkim) was het motto van het beleid van Tito in Joegoslavië na de Tweede Wereldoorlog waarmee hij het nationaliteitenvraagstuk wilde oplossen.
Na de oorlog was Joegoslavië een gecentraliseerde communistische staat en met het motto wilde hij voorkomen dat het nationalisme van de verschillende bevolkingsgroepen de kop op stak. Het motto was ontstaan in de strijd tegen de Duitsers in de oorlog. Het motto moest ervoor zorgen dat alle etnische bevolkingsgroepen elkaar als gelijken beschouwden.
Tito ontwikkelde een eigen communisme waarin er hij voor de verschillende nationaliteiten plaats maakte en deelde het land op in republieken voor de Slovenen, Serviërs, Kroaten, Montenegrijnen en Macedoniërs en een zesde republiek voor de smeltkroes Bosnië en Herzegovina. Kosovo en Vojvodina bleven deel uitmaken van Servië, maar kregen wel een zekere mate van onafhankelijkheid. Het motto "Broederschap en Eenheid" maakte deel uit van zijn beleid om ervoor te zorgen dat de decentralisatiemaatregelen niet ten koste ging van de eenheid van de federatie.
Tito gebruikte de verschillende nationaliteiten echter ook om zijn macht te bevestigen door ze soms tegen elkaar uit te spelen, bijvoorbeeld door minderheden in de republieken een relatief sterkere machtsvertegenwoordiging te geven. In 1974 breidde hij de autonome status van Kosovo verder uit en zuiverde hij de Kroatische oppositie door middel van de nieuwe grondwet voor Joegoslavië. De nieuwe grondwet gaf aan de twee autonome provincies vrijwel gelijke bevoegdheden als de andere republieken.
De onderdrukking waarbij nationalisme werd gezien als verraad aan het broederschap en eenheid was een van de redenen van de uitbarsting van deze gevoelens na de decentralisatie. De frustraties van het titoïsme van de Serviërs kwamen tot uitdrukking in het Sanu-Memorandum, wat een van de triggers werd van de oorlogen in Joegoslavië.
Sloveense Oorlog (1991) · Kroatische Oorlog (1991-95) · Bosnische Burgeroorlog (1992-95) · Kroatisch-Bosniakse Oorlog (1992-94) · Kosovo-oorlog (1998-99) · Operatie Allied Force (1999) · Conflict in de Preševo-vallei (2001) · Macedonisch conflict (2001)